# Mount Schroeder
Mount Schroeder är ett berg i Guam (USA).   Det ligger på gränsen mellan kommunerna Merizo och Umatac, i den södra delen av Guam, 22 km söder om huvudstaden Hagåtña. Toppen på Mount Schroeder är 322 meter över havet.